# La vie quotidienne
La vie quotidienne (frz.; Das Alltagsleben) ist eine französische historische Buchreihe, die seit 1938 im Verlag Hachette in Paris erscheint. Sie besteht aus verschiedenen Unterreihen (wie z. B. Civilisations et sociétés; L’Histoire en marche; Actuelles). Zahlreiche renommierte Fachgelehrte haben an ihr mitgewirkt. Die älteren Bände haben La Vie quotidienne … alle als Anfang des Buchtitels. Einige der Bände wurden auch in andere Sprachen übersetzt (auf Englisch erschienen sie als die Daily Life Series). Einige deutsche Übersetzungen erschienen in Stuttgart in der Deutschen Verlags-Anstalt mit dem Titelanfang So lebten die .... Die folgende Auflistung erhebt keinen Anspruch auf Aktualität oder Vollständigkeit.

## Übersicht
Den Angaben zu den einzelnen Titeln in Klammern nachgestellt wurden stichwortartig einige verkürzte deutsche Übersetzungen bzw. Titelparaphrasierungen.
- Laure Adler: La vie quotidienne dans les maisons closes: 1830-1930.  Hachette, Paris 1990, ISBN 2-01-013051-0. (Bordelle: 1830–1930)
- Maurice Andrieux: La vie quotidienne dans la Rome pontificale au XVIIIe siècle.  Hachette, Paris 1962. (Päpstliches Rom im 18. Jahrhundert)
- Jean Anglade: La Vie quotidienne dans le Massif central au xixe siècle. Hachette, 1971, prix Toutain de l'Académie française en 1972. (Zentralmassiv im 19. Jahrhundert)
  - La Vie quotidienne contemporaine en Italie. Hachette, Paris 1973.
  - La vie quotidienne des immigrés en France de 1919 à nos jours. Hachette, Paris 1984. (Immigranten in Frankreich von 1919 bis heute)
- Jeannine Auboyer: La Vie quotidienne dans l’Inde ancienne: (Environ 2. s. avant J.-C. - 7. s.). Hachette, Paris 1961. (Altes Indien (ca. 2. Jh. v. Chr. bis 7. Jhd.))
- Georges Balandier: La vie quotidienne au royaume de Kongo du XVIe au XVIIIe siècle. Hachette, Paris 1965. (Königreich Kongo vom 16. bis 18. Jahrhundert)
- Louis Baudin: La vie quotidienne au temps des derniers Incas. Hachette, Paris 1955.
  - deutsch: So lebten die Inkas vor dem Untergang des Reiches. Stuttgart 1957.
- Georges Baudot: La vie quotidienne dans l'Amérique espagnole de Philippe II: XVIe siècle. Hachette, Paris 1981. (Spanisch-Amerika unter Philipp II: 16. Jahrhundert)
- Yves-Marie Bercé: La vie quotidienne dans l'Aquitaine du XVIIe siècle. Hachette, Paris 1978. (Aquitanien im 17. Jahrhundert)
- Jean-Paul Bertaud: La vie quotidienne en France au temps de la Révolution (1789-1795). Hachette, Paris 1983. (Frankreich zur Zeit der Revolution (1789–1795))
- Pierre Bertaux: La Vie quotidienne en Allemagne au temps de Guillaume II en 1900. Hachette, Paris 1962. (Deutschland zur Zeit Wilhelms II. im Jahr 1900)
- Marc Blancpain: La vie quotidienne dans la France du Nord sous les occupations (1814-1944). Hachette, Paris 1983. (Nordfrankreich unter den Besatzungen (1814–1944))
- Geneviève Bianquis: La vie quotidienne en Allemagne a l’époque romantique: 1795-1830. Hachette, Paris 1958. (Deutschland in der Romantik: 1795–1830)
- François Bluche: La noblesse française au XVIIIe siècle. Hachette, Paris 1995. (Französischer Adel im 18. Jahrhundert)
  - La vie quotidienne de la noblesse française au XVIIIe siècle. Hachette, Paris 1973.
- Georges Bordonove: La vie quotidienne des templiers au XIIIe siècle. Hachette, Paris 1975. (Tempelorden im 13. Jahrhundert)
  - La vie quotidienne en Vendée pendant la Révolution. Hachette, Paris 1973. (Vendée während der Revolution)
- Rachid Boudjedra: La vie quotidienne en Algérie. Hachette, Paris 1971. (Algerien)
- Paul Butel: La vie quotidienne à Bordeaux au XVIIIe siècle., Hachette littérature, Paris 1980. (Bordeaux  im 18. Jahrhundert)
- Guy Cabourdin: La vie quotidienne en Lorraine aux XVIIe et XVIIIe siècles. Hachette, Paris 1984. (Lothringen im 17. und 18. Jahrhundert)
- Jérôme Carcopino: La vie quotidienne à Rome à l’apogée de l’Empire. Hachette, Paris 1956. (Rom auf dem Höhepunkt des Imperiums)
  - deutsch: So lebten die Römer während des Kaiserreiches. Stuttgart, Deutsche Verlags-Anstalt 1959
- Georges Castellan: La vie quotidienne en Serbie au seuil de l’indépendance, 1815-1839. Hachette, Paris 1967. (Serbien an der Schwelle zur Unabhängigkeit, 1815–1839)
- Suzanne Chantal: La Vie quotidienne au Portugal après le tremblement de terre de Lisbonne de 1755. Hachette, Paris 1962. (Portugal nach dem Erdbeben von Lissabon 1755)
- Jacques Chastenet: En Angleterre au début du règne de Victoria: 1837-1851. Hachette, Paris 1961. (England zu Beginn der Herrschaft Victorias: 1837–1851)
- Guy Chaussinand-Nogaret: La vie quotidienne des Français sous Louis XV.,  Hachette, Paris 1979. (Die Franzosen unter Ludwig XV.)
- Ivan Cloulas: Les châteaux de la Loire au temps de la Renaissance. Hachette, Paris 1996. (Die Loire-Schlösser zur Zeit der Renaissance)
- Jean-Marie Constant: La noblesse française aux XVIe-XVIIe siècles. Hachette, Paris 1994. (Der französische Adel im 16. bis 17. Jahrhundert)
  - La vie quotidienne de la noblesse française aux XVIe et XVIIe siècles, Hachette littérature, Paris 1985.
- Philippe Contamine: La vie quotidienne pendant la guerre de Cent ans: France et Angleterre, XIVe siècle. Hachette, Paris 1976. (... während des Hundertjährigen Krieges: Frankreich und England, 14. Jahrhundert)
- Georges Contenau: La Vie quotidienne à Babylone et en Assyrie. Hachette, Paris 1950
  - deutsch: So lebten die Babylonier und Assyrer. Dt. Verl.-Anst., Stuttgart 1959
- Liliane Crété: La vie quotidienne en Californie au temps de la ruée vers l'or (1848-1856). Hachette, Paris 1982. (Kalifornien zur Zeit des Goldrauschs (1848–1856))
- Marcelin Defourneaux: La vie quotidienne au temps de Jeanne d’Arc. Hachette, Paris 1952. (Johanna von Orléans)
- Raymond Douville: La vie quotidienne en Nouvelle-France: le Canada de Champlain à Montcalm. Hachette, Paris 1964. (Neufrankreich: Kanada von Champlain bis Montcalm)
- Gaston Duchet-Suchaux: La vie quotidienne au temps de l’An II de la République, 22 septembre 1793-22 septembre 1794. Hachette,  Paris 1984. (Jahr II der Republik, 22. September 1793 – 22. September 1794)
- Florence Dupont: Le citoyen romain sous la république: 509-27 avant J.-C. Hachette, Paris 1994. (Der römische Bürger während der Republik: 509-27 v. Chr.)
- Paul-Marie Duval: La vie quotidienne en Gaule pendant la paix romaine: (Ier - IIe siècles après J.-C.). Hachette, Paris 1979 / 1952. (Gallien während der Pax Romana: (1.–2. Jh. n. Chr.))
- Robert Étienne: La vie quotidienne à Pompéi. Hachette, Paris 1966. (Pompei)
- Edmond Faral: La vie quotidienne au temps de Saint Louis. Hachette, Paris 1942. (Ludwig der Heilige)
- Paul Faure: La vie quotidienne en Grèce au temps de la guerre de Troie (1250 avant Jésus-Christ). Hachette, Paris 1975. (Griechenland zur Zeit des Trojanischen Krieges (1250 v. Chr.))
- Robert Flacelière: La vie quotidienne en Grèce au siècle de Périclès. Hachette, Paris 1960 / 1959. (Griechenland zur Zeit des Perikles)
- Claude Fohlen: La vie quotidienne au Far West: 1860-1890. Hachette, Paris 1974. (Far West: 1860–1890)
- Madeleine Foisil: La vie quotidienne au temps de Louis XIII. Hachette, Paris 1992 / 1980 / 1984. (Ludwig XIII.)
- Louis Frédéric: La vie quotidienne dans la péninsule indochinoise à l’époque d’Angkor (800 - 1300). Hachette, Paris 1981. (Indochinesische Halbinsel zur Zeit von Angkor (800–1300))
- Pierre Guiral: La vie quotidienne des domestiques en France au XIXe siècle. Hachette, Paris 1978. (Hausangestellte in Frankreich im 19. Jahrhundert))
- Jacques Gernet: La vie quotidienne en Chine à la veille de l’invasion mongole, 1250-1276. Hachette,  Paris 1978. (China am Vorabend der Mongoleninvasion, 1250–1276)
- Jacques Godechot: La vie quotidienne en France sous le Directoire. Librairie Hachette, Paris 1977. (Frankreich unter dem Direktorium)
- Pierre Goubert: La Vie quotidienne des paysans français au XVIIe siècle. Hachette, Paris 1991 / 1982. (französische Bauern im 17. Jahrhundert)
- Pierre Guiral: La vie quotidienne en France à l’âge d’or du capitalisne: 1852 – 1879. Hachette, Paris 1976. (Das goldene Zeitalter des Kapitalismus: 1852–1879)
- Maxime Haubert: La vie quotidienne des indiens et des jésuites du Paraguay au temps des missions. Hachette, Paris 1986. (Indianer und Jesuiten in Paraguay zur Zeit der Missionen)
- Jacques Heurgon: La vie quotidienne chez les Étrusques.  Hachette, Paris 1961. (Etrusker)
- Robert Lacour-Gayet: La Vie quotidienne aux États-Unis 1830-1860.  Hachette, Paris 1957
  - deutsch: So lebten die Amerikaner vor dem Bürgerkrieg. Deutsche Verlags-Anstalt, Stuttgart 1958
- Bertrand Lançon: Rome dans l’Antiquité tardive : 312-604 après J.-C., Hachette, Paris 1995. (Spätantike: 312–604 n. Chr.)
- Bruno Laurioux: Manger au Moyen âge : pratiques et discours alimentaires en Europe aux XIVe et XVe siècles., Hachette, Paris 2002; neu herausgegeben bei Pluriel, 2013. (Essen im Mittelalter: Esspraktiken und -diskurse in Europa im 14. und 15. Jahrhundert)
  - deutsch: Tafelfreuden im Mittelalter. Kulturgeschichte des Essens und Trinkens in Bildern und Dokumenten. übersetzt von Gabriele Krüger-Wirrer, Belser, Stuttgart und Zürich 1992, ISBN 3-7630-2091-8.
- Abel Lefranc: La vie quotidienne au temps de la Renaissance. Hachette, Paris 1938. (Zeit der Renaissance)
- Charles Lelong: La vie quotidienne en Gaule à l’époque mérovingienne. Hachette, Paris 1963. (Gallien in der Merowingerzeit)
- Edna Hindie Lemay: La vie quotidienne des députés aux Etats généraux: 1789. Hachette, Paris 1987. (Abgeordnete bei den Generalständen)
- Jacques Lethève: La vie quotidienne des artistes français au XIXe siècle. Hachette, Paris 1968. (Französische Künstler im 19. Jahrhundert)
- Jacques Levron: La vie quotidienne à la cour de Versailles aux XVIIe et XVIIIe siècles. Hachette, Paris 1986. (Der Hof von Versailles im 17. und 18. Jahrhundert)
- Jean Lucas-Dubreton: La vie quotidienne à Florence au temps des Médici. Hachette, Paris 1958
  - deutsch: So lebten die Florentiner zur Zeit der Medici. Deutsche Verlags-Anstalt, Stuttgart 1961
- Jean-Marie Martin: Italies normandes : XIe - XIIe siècles. Hachette, Paris 1994, ISBN 2-01-017934-X. (Normannisches Italien: 11. bis 12. Jahrhundert)
- Robert Mantran: Istanbul au siècle de Soliman le Magnifique. Hachette, Paris 1994 / 1990.[2] (Istanbul im Jahrhundert von Suleiman dem Prächtigen)
- Aly Mazahéri: La vie quotidienne des musulmans au moyen âge: Xe au XIIIe siècle. Hachette, Paris 1951.
  - deutsch: So lebten die Muselmanen im Mittelalter. übersetzt  von Karl Heinz Laier, Deutsche Verlagsanstalt, Stuttgart 1957.
- Jean Meyer: La vie quotidienne en France au temps de la Régence. Hachette, Paris 1979. (Frankreich zur Zeit der Régence)
- Émile Mireaux: La vie quotidienne au temps d'Homère. Hachette, Paris 1954.
  - deutsch: So lebten die Griechen: zur Zeit Homers. Deutsche Verlags-Anstalt, Stuttgart 1956.
- Claude Moisy: Nixon et le Watergate: la chute d’un président. Hachette, Paris 1994. (Nixon und Watergate: Der Fall eines Präsidenten)
- Michel Mollat: La vie quotidienne des gens de mer en atlantique (IXe-XVIe siècle).  Hachette, Paris 1983. Teildigitalisat (Seeleute im Atlantik (9.–16. Jahrhundert))
- Georges Mongrédien: La vie quotidienne des comédiens au temps de Molière. Hachette, Paris 1966. (Schauspieler zur Zeit Molières)
  - La vie quotidienne sous Louis XIV. Hachette, Paris 1948. (Ludwig XIV.)
- Pierre Montet: La Vie quotidienne en Égypte au temps des Ramses (13e-12e siècles avant J.-C.).  Hachette, Paris 1946. (Ägypten zur Zeit von Ramses (13.-12. Jhd. v. Chr.))
  - deutsch: So lebten die Ägypter vor 3000 Jahren. Deutsche Verlags-Anstalt, Stuttgart 1960.
- Léo Moulin: La vie quotidienne des religieux au Moyen Âge : Xe - XVe siècle.  Hachette, Paris 1979. (Religiöse im Mittelalter: 10. bis 15. Jhd.)
- André Nataf: La vie quotidienne des anarchistes en France 1880 - 1910. Hachette, Paris 1986. (Anarchisten in Frankreich 1880–1910)
- Henri Noguères: La vie quotidienne en France au temps du Front Populaire 1935 – 1938. Hachette, Paris 1977. (Frankreich zur Zeit der Front Populaire 1935–1938)
- Henri Noguères: La vie quotidienne des résistants de l'armistice à la libération (1940-1945).  Hachette, Paris 1984. (Widerstandskämpfer vom Waffenstillstand bis zur Befreiung (1940–1945))
- Michel Pastoureau: La vie quotidienne en France et en Angleterre au temps des chevaliers de la table ronde. Hachette, Paris 1991 / 1976. (Frankreich und England zur Zeit der Ritter der Tafelrunde)
- Jean-Christian Petitfils: La vie quotidienne des communautés utopistes au XIXe siècle. Hachette, Paris 1982. (utopische Gemeinschaften im 19. Jahrhundert)
- Gilbert Picard; Colette Charles-Picard: La Vie quotidienne à Carthage. Hachette, Paris 1958
  - deutsch: So lebten die Karthager zur Zeit Hannibals. Dt. Verl.-Anst., Stuttgart 1959
- Bernard Plongeron: La vie quotidienne du clergé français au  XVIIIe siècle. Hachette, Paris 1974. (französischer Klerus im 18. Jahrhundert)
- Edmond Pognon: La vie quotidienne en l’an mille. Hachette, Paris 1981. (Das Jahr Tausend)
- Renée Poznanski: Être juif en France pendant la Seconde Guerre mondiale.  Hachette, Paris 1994. (Jüdischsein in Frankreich während des Zweiten Weltkriegs)
- Gilles Ragache: La vie quotidienne des écrivains et des artistes sous l’occupation : 1940-1944. Hachette, Paris 1988. (Schriftsteller und Künstler unter der Besatzung: 1940–1944)
- Lucien Regnault: La vie quotidienne des pères du désert en Égypte au IVe siècle. Hachette, Paris 1990. (Wüstenväter im Ägypten des 4. Jahrhunderts)
- Michel Richard: La vie quotidienne des protestants sous l’Ancien Régime. Hachette, Paris 1967. (Protestanten im Ancien Régime)
- Pierre Riché: La vie quotidienne dans l’Empire carolingien. Hachette, Paris 1973. (Karolingerreich)
- Jean Robiquet: La Vie quotidienne au temps de Napoleon. Hachette, Paris 1942. (Zeit Napoleons)
- Simone Roux: Paris au Moyen Age. Hachette Littératures, Paris 2003, ISBN 2-01-235420-3. (Paris im Mittelalter)
- Jacques Saint-Germain: La vie quotidienne en France à la fin du Grand Siècle: d’après les archives, en partie inédites, du lieutenant général de police Marc-René d’Argenson. Hachette, Paris 1965 (Frankreich am Ende des Grand Siècle: nach den zum Teil unveröffentlichten Aufzeichnungen des Polizeigeneralleutnants Marc-René d’Argenson)
- Jacques Soustelle: La vie quotidienne des Aztèques à la veille d la conquête espagnoles. Hachette, Paris 1955.
  - deutsch: So lebten die Azteken am Vorabend der spanischen Eroberung. Deutsche Verlags-Anstalt, Stuttgart, 1956
- René Taveneaux: La vie quotidienne des jansénistes aux XVIIe et XVIIIe siècles. Hachette, Paris 1973. (Jansenisten im 17. und 18. Jahrhundert)
- Charles-Marie Ternes: La Vie quotidienne en Rhénanie romaine. Hachette, Paris 1972. (Römisches Rheinland)
- Guy Thuillier: La vie quotidienne dans les ministères au XIXe siècle. Hachette, Paris 1976. (Ministerien im 19. Jahrhundert)
- Henri Troyat: La vie quotidienne en Russie au temps du dernier tsar. Hachette,  Paris 1959.
  - deutsch: So lebten die Russen zur Zeit des letzten Zaren. Deutsche Verlagsanstalt, Stuttgart 1960
- Jean Tulard: La vie quotidienne des Français sous Napoléon. Hachette, Paris 1983. (Franzosen unter Napoleon)
- Alfred Wahl und Jean-Claude Richez: La vie quotidienne en Alsace entre France et Allemagne 1850–1950. Hachette, Paris 1993, ISBN 2-01-017993-5. (Elsass zwischen Frankreich und Deutschland 1850–1950)
- Nicolas Werth: La vie quotidienne des paysans russes de la révolution à la collectivisation: (1917 - 1939). Hachette, Paris 1984. (Russische Bauern von der Revolution bis zur Kollektivierung: (1917–1939) Digitalisat 1/2
- Jacques Wilhelm: La vie quotidienne des Parisiens au temps du Roi-Soleil, 1660-1715. Hachette, Paris 1977. (Die Pariser zur Zeit des Sonnenkönigs, 1660–1715)
- Alexandre Wolowski: La vie quotidienne en Pologne au XVIIe siècle. Hachette, Paris 1972. (Polen im 17. Jahrhundert)
- Paul Zumthor: La vie quotidienne en Hollande au temps de Rembrandt.  Hachette, Paris 1959. (Holland zur Zeit von Rembrandt)